# Belén de los Andaquíes
Pour les articles homonymes, voir Belén.
Belén de los Andaquíes est une municipalité située dans le département de Caquetá, en Colombie.